# Црно-бела сова
Црно-бела сова (лат. Strix nigrolineata) врста је сове из породице правих сова.

## Опис
Црно-бела сова представља средње велику сову округле главе без ушних праменова. Висока је између 35 и 40 центиметара и тешка 400—535 грама. Има пругасто ишаране црно-беле груди, стомак и читав предњи део тела, по чему је добила назив. Са изузетком овог дела тела обојеног црно-бело, сви остали делови тела од главе до ногу обојени су црно. Фацијални диск је претежно гараве црне боје, са белим обрвама које се протежу од кљуна до врата. Кљун је жутонаранџасте боје, док су очи црвенкасто-браон боје.

## Распрострањеност и станиште
Ова сова претежно живи у мешовитим и тропским кишним шумама, али се такође може наћи и у влажним мангровским шумама, обично између нулте надморске висине и 2.400 метара. Људска насеља не утичу на њен ареал, тако да може да живи и у близини истих. Ареал црно-беле сове простире се од централног Мескика јужно до северних делова Перуа и западне Колумбије. Све скупа, њен ареал обухвата 12 земаља: Белизе, Колумбију, Костарику, Еквадор, Салвадор, Гватемалу, Хондурас, Мексико, Никарагву, Панаму, Перу и Венецуелу.

## Понашање
Храни се углавном инсектима, али такође једе и мање сисаре, птице и жабе. Познато је да махом лови тако што стоји на некој грани или узвишењу и вреба плен, на који се потом стропошта, мада врло често и лови тако што јури плен у лету.
Дозивање ове сове састоји се од низа брзих, грлених, тихих гласова, праћених кратким паузама и слабим, прозрачним и тихим, кратким крицима. Понекад изоставља почетне тонове, оглашавајући се само са два последња тона.